# Яновський Борис Карлович
Яно́вський Бори́с Ка́рлович (справжнє прізвище – Зіґль; 31 грудня 1875, Москва — 19 січня 1933, Харків) — український і російський композитор, диригент, музичний критик і педагог німецького походження. Представник українського модернізму.

## Життєпис
Народився у Москві 31 грудня 1875 року, проте ще в ранньому дитинстві з батьками переїхав до Києва. Батько майбутнього композитора, Карл Зіґль, був віолончелістом, від нього ж хлопчик отримав перші уроки музики.
Освіту здобував у Києво-Печерській гімназії та Колегії Ґалаґана, 1903 року закінчив Київський університет Св. Володимира як юрист. Півроку відвідував уроки композиції Євгена Риба, викладача Київського Імператорського музичного училища.
З кінця 1890-х Яновський співпрацював зі співачкою Надією Забілою-Врубель як акомпаніатор, а згодом залишив спогади про її чоловіка, художника Михайла Врубеля. Активно працював музичним критиком у часописах «Кіевлянинъ», «Кіевская мысль», «Аполлон», тощо. Упродовж 1907–1908 років видавав та редагував журнал «Въ мире искусствъ», що висвітлював сучасне мистецтво. У своїх статтях особливу увагу приділяв новітній теорії театру.
1910 року в пошуках роботи переїхав до Санкт-Петербурга, де активно брав участь у «Вечорах сучасної музики», у 1912–1915 роках працював в Одесі, а протягом 1916–1917 років диригував московською оперою С. Зиміна.
1918 року, з початком Громадянської війни, композитор опинився у Харкові, де й лишився мешкати і працювати до кінця життя. За більшовицької окупації Яновський завідував МУЗО (секцією організації музичного життя при Відділі наросвіті). Складав музику для авангардистських спектаклів Бориса Глаголіна, диригував оперною трупою Донецької залізниці. За панування “німців” та “білих” працював завідувачем музичної частини в кабаре «Сумська 6».
Після утвердження радянської влади Яновський читав лекції з історії музики в Харківському музично-драматичному інституті (де 1923 року був за ректора) та Музичному технікумі. Композитор входив до видавничої комісії Музичного товариства Леонтовича, відповідальністю якої було видання щомісячного часопису «Музика» та нот, а 1928 року став членом Асоціації революційних композиторів України (АРКУ). З початком курсу українізації Яновський створив численні твори українською мовою, наприклад опери «Вибух» за дитячою п’єсою «Тимошева рудня» Леоніда Макар'єва та «Самійло Кішка» («Дума чорноморська») на лібрето Леоніда Красовського-Улагая, писав романси і музику до театральних постановок, зокрема до дитячих вистав «Хобо», «Гра в Спартака» і «Том Соєр». Останню оперу «Земля горить» за однойменною п’єсою Аркадія Любченка не було поставлено з огляду на посилення курсу сталінізації.
Борис Яновський помер 19 січня 1933 року від інфаркту в Харкові, похований там само.

## Творчість
Твори: 10 опер, між ними «Сорочинський ярмарок» (1899, за М. Гоголем), «Сестра Беатриса» (за М. Метерлінком, 1907), «Вибух» (1927), «Дума Чорноморська», або «Самійло Кішка» (1928), балети: «Аравійська ніч» (1916) і «Ференджі» (1930), для симфонічного оркестру «Східня сюїта» і поеми «Вій» (за М. Гоголем) та «Фавн і пастушка», струнний квартет, фортепіанові твори, хорові, солоспіви, обробки народних пісень.